# Prowincja Wschodnia (Zambia)
Prowincja Wschodnia − jest jedną z 10 prowincji w Zambii, znajdująca się we wschodniej części kraju.

## Dystrykty
Prowincja Wschodnia podzielona jest na 15 dystryktów:
| - dystrykt Chadiza - dystrykt Chama - dystrykt Chasefu - dystrykt Chipangali - dystrykt Chipata - dystrykt Kasenengwa - dystrykt Katete - dystrykt Lumezi - dystrykt Lundazi - dystrykt Lusangazi - dystrykt Mambwe - dystrykt Nyimba - dystrykt Petauke - dystrykt Sinda - dystrykt Vubwi |